# Andrew MacKenzie
Pour les articles homonymes, voir MacKenzie.
Andrew (Carr) MacKenzie (1911-2001), dont le nom à la naissance est McKenzie, est un romancier néo-zélandais, auteur de roman policier et d'essais sur le paranormal.

## Biographie
Il embrasse d'abord la carrière journalistique et travaille entre 1928 et 1938 au Evening Post de Wellington. Il quitte ensuite son pays natal pour l'Angleterre  où il devient éditorialiste pour le compte des Kemsley Newspapers.
Il amorce sa carrière littéraire en publiant, entre 1948 et 1962, seize romans policiers. Les sept premiers ont pour héros-enquêteur le superintendant Branigan, les sept suivants le détective Nicholas Cornish. Les deux derniers sont des thrillers sans personnages récurrents.
Il se tourne ensuite vers le paranormal et publie plusieurs essais, parfois romancés, sur les fantômes et sur le mythe de Dracula.

## Œuvre

### Romans

#### Série policièreSuperintendant Branigan
- The House at the Estuary (1948)
- Search in the Dark (1948)
- Splash of Red (1949)
- Whisper If You Dare! (1950)
- The Man Who Wanted to Die (1951)
- Point of a Gun (1951) Publié en français sous le titre Je suis peut-être un assassin, Paris, Librairie des Champs-Élysées, Le Masque no 705, 1960

#### Série policièreNicholas Cornish
- Always Fight Back (1955) Publié en français sous le titre Œil pour œil, dent pour dent, Paris, Librairie des Champs-Élysées, Le Masque no 553, 1956
- Three Hours to Hang (1955)
- A Grave Is Waiting (1957)
- The Reaching Hand (1957)
- Shadow of a Spy (1958)
- A Man From de Past (1958)
- The Missile (1959)

#### Autres romans
- Voice From the Cell (1961)
- Week of Suspence (1962)

### Autres publications
- The Unexplained: Some Strange Cases In Psychical Research (1966) Publié en français sous le titre Peut-on expliquer l'inexplicable ?, Paris, Presses de la Cité, 1967
- Frontiers of The Unknown: The Insights of Psychical Research (1968)
- Apparitions and Ghosts: a Modern Study (1971)
- A Gallery of Ghosts: An Anthology of Reported Experience (1973)
- The Riddle of The Future: A Modern Study of Precognition (1974)
- Dracula Country: travels and Folk Beliefs in Romania (1977)
- Voting in A New Zealand Local Election (1978)
- Hauntings and Apparitions: An Investigation of The Evidence (1982)
- Romanian Journey (1983)
- The History of Transylvania (1983)
- A Concise History of Romania (1985), en collaboration avec Andrei Otetea
- Archaeology in Romania (1986)
- The Seen and the Unseen (1987)  Publié en français sous le titre L'Invisible et le Visible, Paris, J'ai lu. L'Aventure mystérieuse no 3604, 1993
- Music in Black Age (1992)
- Adventures in Time: Encounters with The Past (1997)

## Sources
- Jacques Baudou et Jean-Jacques Schleret, Le Vrai Visage du Masque, vol. 1, Paris, Futuropolis, 1984, 476 p. (OCLC 311506692), p. 294.